# Karen David
Karen Shenaz David (Xilongue, 15 de abril de 1979), é uma atriz, cantora e compositora canadense-indiana mais conhecida por interpretar a Princesa Isabella Maria Lucia Elizabetta de Valência na série televisiva de comédia musical com tema de contos de fadas da ABC, Galavant, bem como a Chefe do Espanhol, Cesca Montoya, na série dramática baseada em escola, Waterloo Road, da BBC One e Layla no filme de ação norte-americano The Scorpion King 2: Rise of a Warrior. Ela estrelou como Angela na série de televisão da ITV, Cold Feet, e interpretou a Princesa Jasmine (de Aladdin) na série de televisão norte-americana Once Upon a Time.
Ela atualmente tem um papel recorrente na série da The CW, Legacies, como Emma, uma conselheira de orientação e bruxa, ao lado de interpretar a personagem regular Grace Mukherjee em Fear the Walking Dead.

## Biografia
David nasceu em Xilongue, Megalaia, Índia, do que ela chama de "chinês, filipino, argentino, Khasi e uma lasca de herança judaica". Sua mãe é Khasi-indiana e meio chinesa, enquanto seu pai é indiano-judeu. Ela foi criada no Canadá e, aos 17 anos, David se mudou para Londres para estudar na Guildford School of Acting.